# Xaltocan
Xaltocan là một đô thị thuộc bang Tlaxcala, México. Năm 2005, dân số của đô thị này là 8474 người.